# Sociedade Esportiva e Recreativa Perdigão
Sociedade Esportiva e Recreativa Perdigão foi um clube brasileiro de futebol da cidade de Videira, no estado de Santa Catarina, também conhecido como Perdigão (em alusão à empresa). Possui um título de campeão catarinense, conquistado em 1966.
Como campeã estadual, a Perdigão representou Santa Catarina na Taça Brasil de 1967, quando enfrentou o Grêmio Foot-Ball Porto Alegrense e o Clube Atlético Ferroviário de Curitiba, sendo eliminada na primeira fase.

## Títulos
- Campeonato Catarinense: 1 (1966)